# Inselrhein
Inselrhein este o arie protejată (arie de protecție specială avifaunistică — SPA) din Germania întinsă pe o suprafață de 1.674,48 ha, integral pe uscat.

## Localizare
Centrul sitului Inselrhein este situat la coordonatele 50°00′34″N 8°03′14″E / 50.0094°N 8.0539°E.

## Înființare
Situl Inselrhein a fost declarat arie de protecție specială avifaunistică în septembrie 1983 pentru a proteja 102 specii de animale.

## Biodiversitate
Situată în ecoregiunea continentală, aria protejată nu include niciun habitat protejat.
La baza desemnării sitului se află mai multe specii protejate de  păsări (102): lăcar mare (Acrocephalus arundinaceus), lăcar-de-rogoz (Acrocephalus schoenobaenus), lăcar-de-lac (Acrocephalus scirpaceus), fluierar de munte (Actitis hypoleucos), pescăruș albastru (Alcedo atthis), rață sulițar (Anas acuta), rață lingurar (Anas clypeata), rață mică (Anas crecca crecca), rață fluierătoare (Anas penelope), Anas platyrhynchos platyrhynchos, rață cârâitoare (Anas querquedula), Anas strepera strepera, Anser albifrons albifrons, gâscă cenușie (Anser anser), gâscă de semănătură (Anser fabalis), Ardea cinerea cinerea, Ardea purpurea purpurea, rață-cu-cap-castaniu (Aythya ferina), rața moțată (Aythya fuligula), Aythya marila, rață roșie (Aythya nyroca), buhai de baltă (Botaurus stellaris stellaris), gâsca canadiană (Branta canadensis), Branta leucopsis, Bucephala clangula, fugaci de țărm (Calidris alpina), fugaci mic (Calidris minuta), Charadrius dubius curonicus, prundaș gulerat mare (Charadrius hiaticula), chirighiță-cu-aripi-albe (Chlidonias leucopterus), chirighiță neagră (Chlidonias niger), barză albă (Ciconia ciconia ciconia), erete de stuf (Circus aeruginosus), Clangula hyemalis, porumbel de scorbură (Columba oenas), cioară de semănătură (Corvus frugilegus), cristeiul de câmp (Crex crex), lebădă de iarnă (Cygnus cygnus), lebădă de vară (Cygnus olor), ciocănitoarea de stejar (Dendrocopos medius), ciocănitoare pestriță mică (Dendrocopos minor), egretă albă (Egretta alba), egretă mică (Egretta garzetta), presură de stuf (Emberiza schoeniclus), șoimul rândunelelor (Falco subbuteo), Fulica atra atra, becațină comună (Gallinago gallinago), Gallinula chloropus chloropus, Gavia arctica arctica, cufundar mare (Gavia immer), cufundar mic (Gavia stellata), frunzăriță galbenă (Hippolais icterina), Hippolais polyglotta, Ixobrychus minutus minutus, sfrâncioc roșiatic (Lanius collurio), Larus argentatus, pescăruș argintiu (Larus cachinnans), pescăruș sur (Larus canus), Larus fuscus intermedius, Larus marinus, pescăruș-cu-cap-negru (Larus melanocephalus), Larus michahellis, pescăruș mic (Larus minutus), pescăruș râzător (Larus ridibundus), Luscinia svecica cyanecula, Melanitta fusca fusca, ferestraș mic (Mergus albellus), Mergus merganser merganser, Mergus serrator, presură sură (Miliaria calandra), gaia neagră (Milvus migrans), rață cu ciuf (Netta rufina), Numenius arquata arquata, Nycticorax nycticorax nycticorax, grangur (Oriolus oriolus), vultur pescar (Pandion haliaetus), viespar (Pernis apivorus), cormoran mare (Phalacrocorax carbo carbo), Phalacrocorax carbo sinensis, bătăuș (Philomachus pugnax), codroșul de pădure (Phoenicurus phoenicurus), ciocănitoare verzuie (Picus canus), Podiceps auritus auritus, Podiceps cristatus cristatus, Podiceps grisegena grisegena, Podiceps nigricollis nigricollis, cresteț pestriț (Porzana porzana), Rallus aquaticus aquaticus, Rissa tridactyla, mărăcinar negru (Saxicola torquatus), eider (Somateria mollissima), chiră de baltă (Sterna hirundo), Sterna paradisaea, turturică (Streptopelia turtur), Tachybaptus ruficollis ruficollis, călifar alb (Tadorna tadorna), fluierar negru (Tringa erythropus), fluierar de mlaștină (Tringa glareola), fluierar cu picioare verzi (Tringa nebularia), fluierarul de zăvoi (Tringa ochropus), fluierarul cu picioare roșii (Tringa totanus), nagâț (Vanellus vanellus).
Pe lângă speciile protejate, pe teritoriul sitului au mai fost identificate 2 specii de păsări.